# Simone Biles
Simone Biles Owens (nascida Simone Arianne Biles; Columbus, 14 de março de 1997), é uma ginasta profissional americana. É especialista na ginástica artística, vencedora de trinta medalhas em campeonatos mundiais, sendo vinte e três delas de ouro. É a ginasta mais condecorada na história do seu país em mundiais.
Biles obteve seis títulos mundiais no individual geral (2013, 2014, 2015, 2018, 2019 e 2023), sendo a primeira ginasta na história a atingir tal feito. Além disso possui outros seis títulos mundiais no solo (2013, 2014, 2015, 2018, 2019 e 2023), na trave de equilíbrio em 2014, 2015, 2019 e 2023, no salto sobre a mesa em 2018 e 2019 e foi membro da equipe americana vencedora em 2014, 2015, 2018, 2019 e 2023, sendo a maior medalhista feminina nesse campeonato. Tornou-se a primeira ginasta em seu gênero a ganhar três Campeonatos Mundiais consecutivos no individual geral, tendo sido ainda a primeira afro-americana a obter um título nessa prova. A nível nacional também possui cinco títulos no all-around (2013, 2014, 2015, 2016 e 2018).
Em 2016, foi incluída na lista de 100 mulheres mais inspiradoras e influentes pela BBC.

## Jogos Olímpicos
Em sua primeira Olimpíada, no Rio de Janeiro em 2016, Biles foi considerada um dos grandes destaques, com conquistas incontestáveis e grande clamor do público e mídia, tanto nas provas individuais quanto de equipes. Ela subiu ao pódio cinco vezes, com quatro medalhas de ouro (equipes, salto, solo e individual geral) e uma de bronze (trave olímpica).
Nas Olimpíadas de Tóquio, realizadas em 2021 por conta da pandemia de COVID-19, Biles esteve no pódio por equipes (prata) e na trave (bronze). Apesar de ser uma das melhores ginastas mundiais na competição, desistiu de disputar algumas provas após avaliação médica psicológica, dentre elas a final do individual geral, para zelar pelo seu bem-estar emocional e físico.

## Vida pessoal
Em 23 de abril de 2023, Biles se casou com o jogador de futebol americano Jonathan Owens. Eles se conheceram em março de 2020 e estavam noivos desde fevereiro de 2022.

### Personalidade do ano
Biles estampou uma das capas da Revista People nas edições de "Personalidades do Ano", em 1 de dezembro de 2021. A revista destacou as transformações no olhar da sociedade sobre o esporte a partir da postura de Biles que priorizou sua a saúde mental em detrimento dos objetivos esportivos nos Jogos Olímpicos de Tóquio. Na ocasião, ela não conseguiu repetir o brilhantismo de 2016 e desistiu de cinco de suas seis finais por conta de uma crise psicológica denominada twisties. No mesmo ano foi eleita "Atleta do Ano" pela revista americana Time.
Eu acredito que tudo acontece por um motivo. Havia um propósito. Não só consegui usar minha voz, como também ela foi validada. Se a justificativa fosse só a de que eu estava desistindo eu poderia ter feito isso em outras oportunidades. Já passei por tantas coisas neste esporte, que poderia ter desistido por causa de tudo isso, não na Olimpíada.— Biles em entrevista à revista.

### Caso Larry Nassar
Em 15 de setembro de 2021, Simone prestou depoimento ao comitê do Senado dos Estados Unidos que investigou o ex-médico Larry Nassar por abuso de mais de 300 atletas da Federação de Ginástica dos Estados Unidos (USAG) e da Universidade Estadual de Michigan durante duas décadas. Em janeiro de 2018, ele recebeu uma condenação de 40 a 175 anos de prisão, que se somou aos outros 60 que já cumpria na prisão por crimes de pornografia infantil.
Durante a sessão, Biles, visivelmente emocionada, deixou claro que culpa Nassar pelos abusos dos que foi vítima, mas também "todo o sistema que o permitiu e o perpetrou". Ela acusou a USAG, e o Comitê Olímpico e Paralímpico dos Estados Unidos de saberem "muito antes" que ela havia sofrido abusos. Apesar disso, o FBI nunca a contatou para uma investigação. Continuou afirmando não querer que "nenhum outro jovem atleta olímpico e nenhuma outra pessoa sofram o horror que eu e outras centenas suportaram e continuam suportando até hoje".

## Principais resultados
| Ano  | Evento             | AA              | Equipe           | Salto sobre o cavalo | Trave             | Barras assimétricas | Solo             |
| ---- | ------------------ | --------------- | ---------------- | -------------------- | ----------------- | ------------------- | ---------------- |
| 2013 | Campeonato Mundial | Medalha de ouro |                  | Medalha de prata     | Medalha de bronze | 4.º                 | Medalha de ouro  |
| 2014 | Campeonato Mundial | Medalha de ouro | Medalha de ouro  | Medalha de prata     | Medalha de ouro   |                     | Medalha de ouro  |
| 2015 | Campeonato Mundial | Medalha de ouro | Medalha de ouro  | Medalha de bronze    | Medalha de ouro   |                     | Medalha de ouro  |
| 2016 | Jogos Olímpicos    | Medalha de ouro | Medalha de ouro  | Medalha de ouro      | Medalha de bronze |                     | Medalha de ouro  |
| 2018 | Campeonato Mundial | Medalha de ouro | Medalha de ouro  | Medalha de ouro      | Medalha de bronze | Medalha de prata    | Medalha de ouro  |
| 2019 | Campeonato Mundial | Medalha de ouro | Medalha de ouro  | Medalha de ouro      | Medalha de ouro   | 5.º                 | Medalha de ouro  |
| 2021 | Jogos Olímpicos    | D               | Medalha de prata | D                    | Medalha de bronze | D                   | D                |
| 2023 | Campeonato Mundial | Medalha de ouro | Medalha de ouro  | Medalha de prata     | Medalha de ouro   | 5.º                 | Medalha de ouro  |
| 2024 | Jogos Olímpicos    | Medalha de ouro | Medalha de ouro  | Medalha de ouro      | 5.º               |                     | Medalha de prata |

## Prêmios
- Prêmio Laureus do Esporte Mundial de atleta feminina do ano – 2017